# The Squatters
The Squatters est un film muet américain réalisé par Fred Huntley et sorti en 1914.

## Fiche technique
- Réalisation : Fred Huntley
- Scénario : John M. Kiskadden
- Date de sortie : États-Unis : 18 juillet 1914

## Distribution
- Harold Lockwood : Harvey Mathews
- Mabel Van Buren : Mary Simpson
- Wheeler Oakman : Antonio Angelo
- Frank Clark : Bill Simpson
- George Hernandez : Mr Ralston
- Philo McCullough : Révérend Charles Markham
- Margaret Allen : Helen Ralston